# پروژه شکار گرگ
پروژه شکار گرگ(کره‌ای: 늑대사냥; هانجا: Neukdaesanyang; lit. شکار گرگ) یک فیلم اکشن، مهیج و علمی-تخیلی محصول سال ۲۰۲۲ کره جنوبی به کارگردانی کیم هونگ سان با بازی سئو این گوک و جانگ دونگ یون است. این فیلم داستانی را به تصویر می‌کشد که در یک کشتی باری که برای انتقال جنایتکاران خطرناک از مانیل فیلیپین به بوسان کره جنوبی استفاده می‌شود، اتفاق می‌افتد. اولین اکران آن در جشنواره بین‌المللی فیلم تورنتو ۲۰۲۲ در ۱۶ سپتامبر ۲۰۲۲ بود و در ۲۱ سپتامبر ۲۰۲۲ در سینماهای کره جنوبی اکران شد.

## بازیگران
- سئو این گوک در نقش پارک جونگ دو[۵]
- جانگ دونگ یون در نقش لی دویل[۵]
- چوی گوی هوا در نقش آلفا[۶]
- پارک هو سان در نقش لی سوک وو[۷]
- جونگ سومین در نقش لی دایون[۵]
- کو چانگ سوک در نقش گو کان بائه[۷]
- جانگ یانگ نام در نقش چوی میونگ جو[۵]
- سونگ دونگ ایل در نقش دائه وونگ[۸]
- سون جونگ هاک در نقش سو چئول[۹]
- لی سونگ ووک در نقش کیونگ هو[۹]
- هونگ جی یون در نقش یون جی[۹]
- جونگ مون سونگ در نقش کیو تائه[۱۰]
- لیم جو هوان به عنوان مدیر عامل[۱۱]
- کوون سو هیون[۱۲]
- یونگ سونگ ایل[۱۳]
- کیم کانگ هون[۱۴]

## تولید
در ۱۴ آوریل ۲۰۲۱ گزارش شد که فیلمبرداری آن به پایان رسیده‌است.

## انتشار
این فیلم در ۲۱ سپتامبر ۲۰۲۲ در کره جنوبی توسط The Contents On اکران شد. Finecut حقوق توزیع بین‌المللی فیلم را به دست آورد. این فیلم در ۱۶ سپتامبر ۲۰۲۲ به بخش جنون نیمه شب در جشنواره بین‌المللی فیلم تورنتو ۲۰۲۲ دعوت شد. این فیلم در ۷ اکتبر در آمریکای شمالی به نمایش درآمد و همچنین حق‌پخش آن در ۴۱ کشور فروخته شد.

## جوایز
| جایزه                        | تاریخ برگزاری مراسم | دسته‌بندی                           | گیرنده (های)   | نتیجه | منابع         |
| ---------------------------- | ------------------- | ---------------------------------- | -------------- | ----- | ------------- |
| جشنواره بین‌المللی فیلم سیتخس | ۱۶ اکتبر ۲۰۲۲       | جایزه ویژه هیئت داوران             | کیم هونگ سان   | برنده | [ ۲۰ ] [ ۲۱ ] |
| جشنواره بین‌المللی فیلم سیتخس | ۱۶ اکتبر ۲۰۲۲       | بهترین جلوه‌های ویژه، بصری یا آرایش | پروژه شکار گرگ | برنده | [ ۲۰ ] [ ۲۱ ] |